# Croce di Monte Bove
Croce di Monte Bove è l'anticima ovest del Monte Bove nord, nel massiccio del Monte Bove, sottogruppo settentrionale della catena dei Monti Sibillini, situata nelle Marche, in Provincia di Macerata (1905 m).
Croce di Monte Bove' è la minore e più occidentale delle cime del massiccio del Monte Bove, domina le vallate del fiume Ussita e le frazioni dell'omonimo comune. Sulla cima è situata una croce metallica di grandi dimensioni, ben visibile dal fondovalle, in sostituzione di una vecchia croce lignea andata distrutta alla fine degli anni settanta. La cima è formata da rocce calcaree e detriti e costituisce un ottimo punto panoramico sulla valle dell'Ussita e sulla Val di Bove, raggiungibile sia da quest'ultima che dalla cresta che scende dalla cima del Monte Bove nord.